# Bandiera della Repubblica Socialista Federativa Sovietica Russa
La prima bandiera della Repubblica Socialista Federativa Sovietica Russa fu adottata nel 1918, per poi essere rinnovata più volte.
Nel 1954 venne adottata la bandiera storica della RSFSR, definita nel seguente testo della Costituzione:
La bandiera di stato della Repubblica Socialista Sovietica Federata Russa si presenta in forma rettangolare con una striscia in blu chiaro che si estende in tutta l'altezza per un ottavo della bandiera.
La bandiera adottata nel 1937 era rossa coi caratteri cirillici РСФСР (RSFSR) in giallo nell'angolo in alto a sinistra.
Verso la fine del 1991, quando l'Unione Sovietica era sul punto di collassare, la RSFSR adottò come vessillo nazionale il tricolore russo bianco-azzurro-rosso, poi mantenuto dalla Federazione Russa ed infine ritoccato nel 1993 col cambio di colore dall'azzurro al blu scuro.

Bandiera russa dell'aprile 1918
Bandiera della RSFS Russa dal 17 giugno 1918 al 21 gennaio 1937
Bandiera della RSFS Russa dal 21 gennaio 1937 al 9 gennaio 1954
Bandiera della RSFS Russa dal 9 gennaio 1954 al 1 novembre 1991
Bandiera della RSFS Russa dal 1 novembre 1991 al 25 dicembre 1991